# روبرتو پریرا (بازیکن فوتبال، زاده ۱۹۵۲)
روبرتو پریرا (اسپانیایی: Roberto Pereira‎؛ زادهٔ ۲۳ سپتامبر ۱۹۵۲) بازیکن فوتبال اهل کوبا بود.
وی همچنین در تیم ملی فوتبال کوبا بازی کرده‌است.